# Plebicula sicca
Plebicula sicca är en fjärilsart som beskrevs av Ruggero Verity 1929. Plebicula sicca ingår i släktet Plebicula och familjen juvelvingar. Inga underarter finns listade i Catalogue of Life.